# Peter Krützner

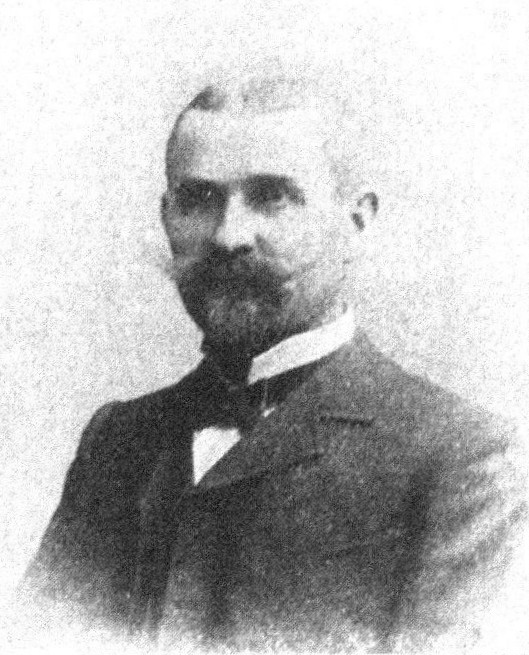
Peter Krützner

Peter Krützner (* 5. Mai 1866 in Lobositz an der Elbe, Böhmen; † 23. September 1923 ebenda) war ein österreichischer Politiker der Deutschen Nationalpartei (DnP).

## Ausbildung und Beruf
Nach dem Besuch der Volks- und Bürgerschule wurde er Landwirt in Lobositz.

## Politische Funktionen
- 1904–1907: Abgeordneter des Abgeordnetenhauses im Reichsrat (X. Legislaturperiode), Kurie Landgemeinden; Region Böhmisch-Leipa etc.; Kronland Böhmen (am 17. November 1904 für Wilhelm Niesig angelobt)
- 1907–1918: Abgeordneter des Abgeordnetenhauses im Reichsrat (XI. und XII. Legislaturperiode), Wahlbezirk Böhmen 106, Deutscher Nationalverband (Deutsche Agrarpartei)
- Abgeordneter zum Böhmischen Landtag
- Obmann des landwirtschaftlichen Zentralverbandes in Böhmen

## Politische Mandate
- 21. Oktober 1918 bis 16. Februar 1919: Mitglied der Provisorischen Nationalversammlung, DnP